# 池尻出入口
池尻出入口（いけじりでいりぐち）は、首都高速道路3号渋谷線の出入口であり、東名高速道路・用賀方面の出入口のみ設置されているハーフインターチェンジである。住所は出口部分が東京都世田谷区池尻三丁目、入口部分が目黒区大橋一丁目となり、いずれも玉川通り（国道246号）と接続している。東名高速道路を経由し、池尻大橋に停車する新宿・渋谷発着の高速バスの多くはここで高速を乗り降りする。
2025年度中に入口がETC専用化される予定。

## 周辺
- 池尻大橋駅
- 東京都道317号環状六号線（山手通り）
- 自衛隊中央病院

## ギャラリー

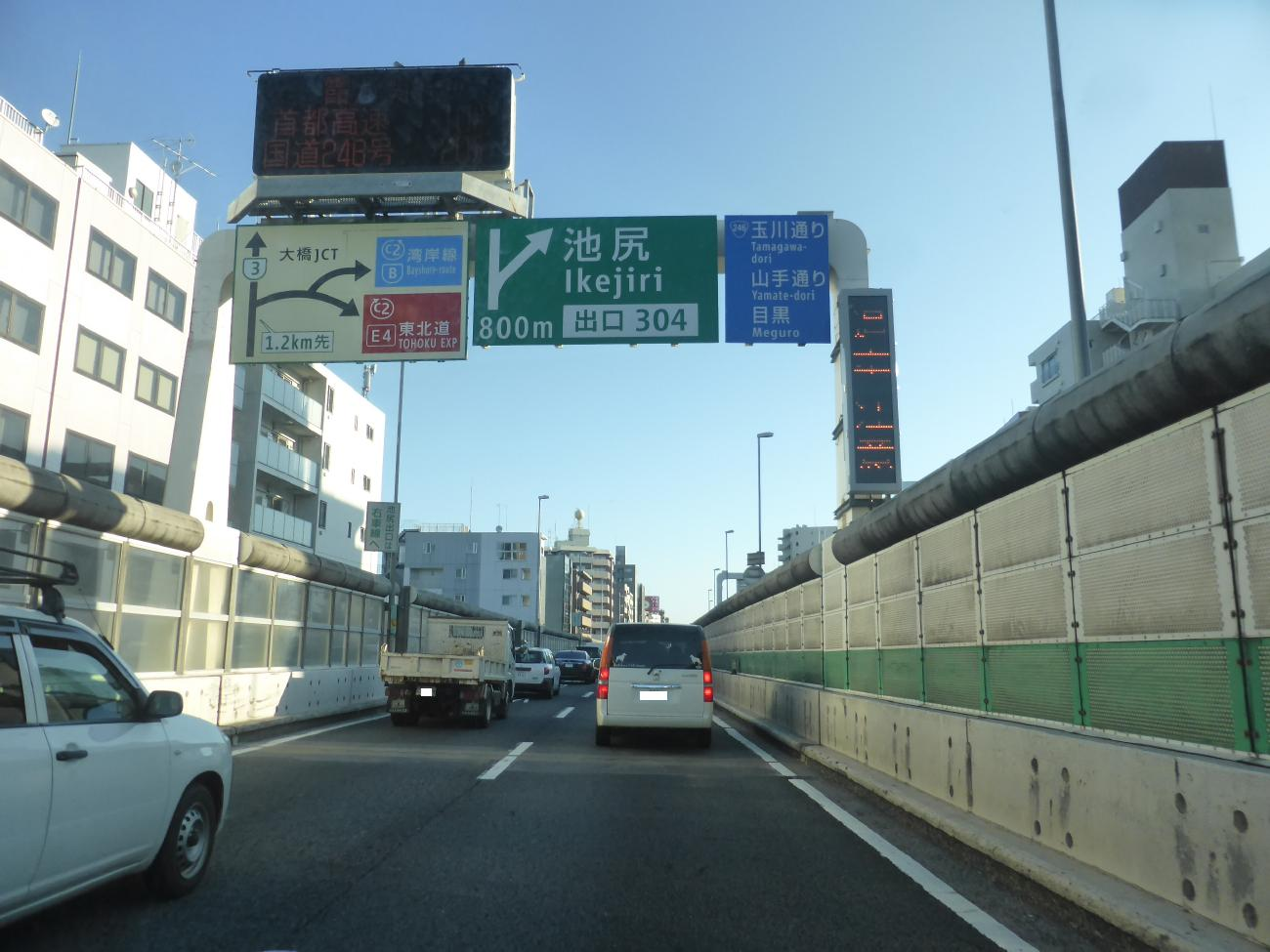
池尻出口（上り）
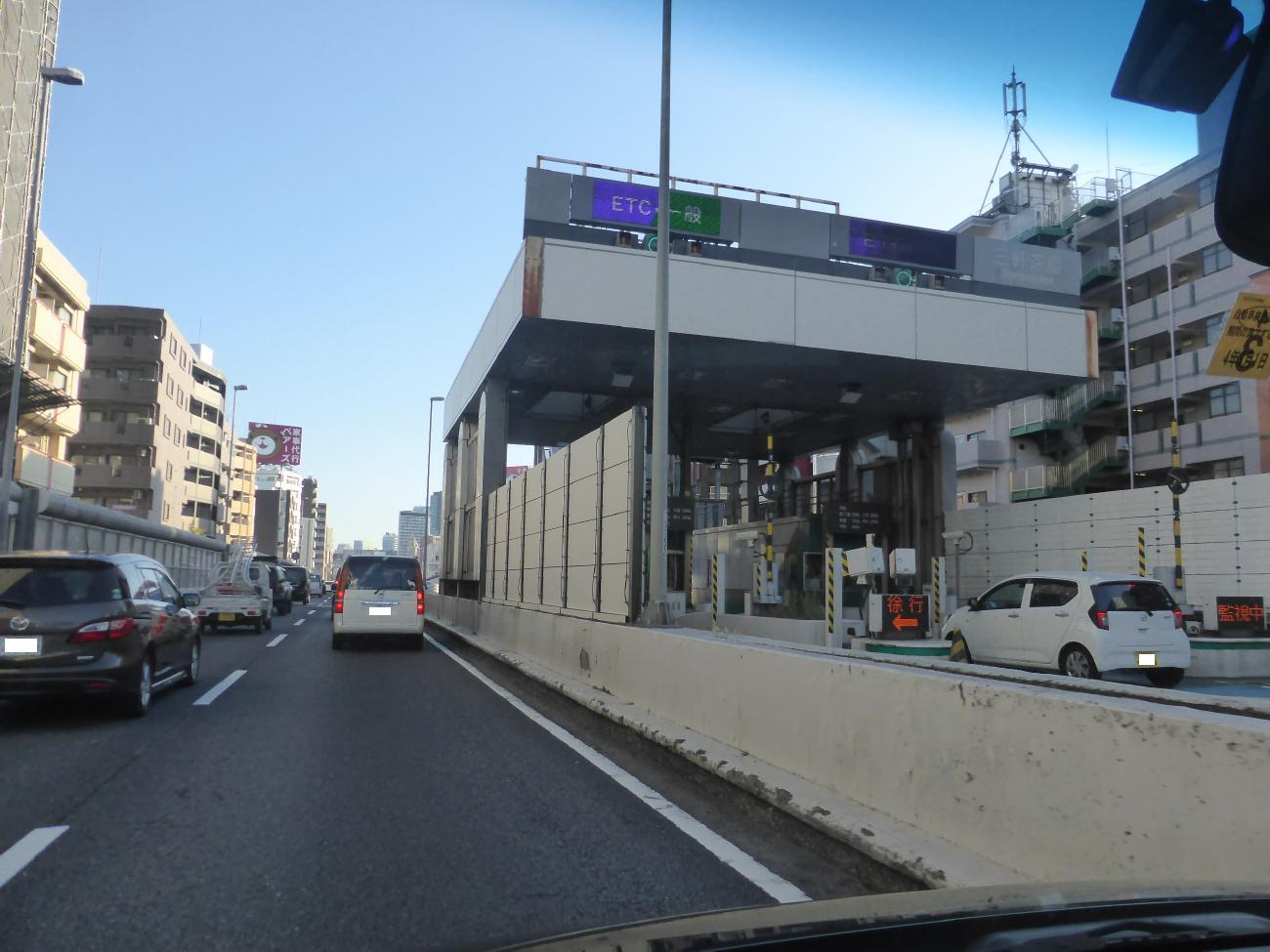
三軒茶屋入口（上り）